# Åkrehamn
Åkrehamn er en by i Karmøy kommune i Rogaland fylke i Norge.
Åkrehamn er det officielle navn på byen. Lokalt (i Haugalandet) går den under navnet Åkra.  
Åkrehamn er en del af det bymæssige området Åkrehamn/Vedavågen som haver 9.946 indbyggere (1. januar 2009), med kort afstand til to nærliggende byer på Karmøy, Kopervik (ca. 8.500 indbyggere) og Skudeneshavn (3.580 indbyggere). Åkrehamn fremstår som en by med meget stor vækst, både inden handel, økonomi, befolkning og kultur.